# Schloss Ursellen
Das Schloss Ursellen ist ein Schloss im Weiler Ursellen in der Gemeinde Konolfingen im Kanton Bern, Schweiz. Das Schloss ist als schützenswertes Objekt von regionaler Bedeutung im Bauinventar des Kantons Bern unter KGS-Nr.: 997 verzeichnet.

## Geschichte
Samuel Tillier (1677–1737) kaufte von Hans Rudolf Steiger (1649–1712) den von der Herrschaft Münsingen-Wichtrach abgetrennten Teil Ursellen. Dort liess Samuel Tillier 1712 am Weg von Konolfingen nach Münsingen eine Campagne bauen. Nach seinem Tod Samuels und seiner Witwe wurde das Gut an Gabriel May (1717–1759) von der Herrschaft Hünigen verkauft. Er baute 1751 den Landsitz zum heutigen Schloss Ursellen aus. In der Folge blieb das Schloss mit seinen Gütern im Besitz der Familie May und ging durch Erbteilung an die Familie Thormann und schliesslich an die Familie Frölicher, die das Schloss 1980 an Privatbesitzer verkaufte.

## Gebäude

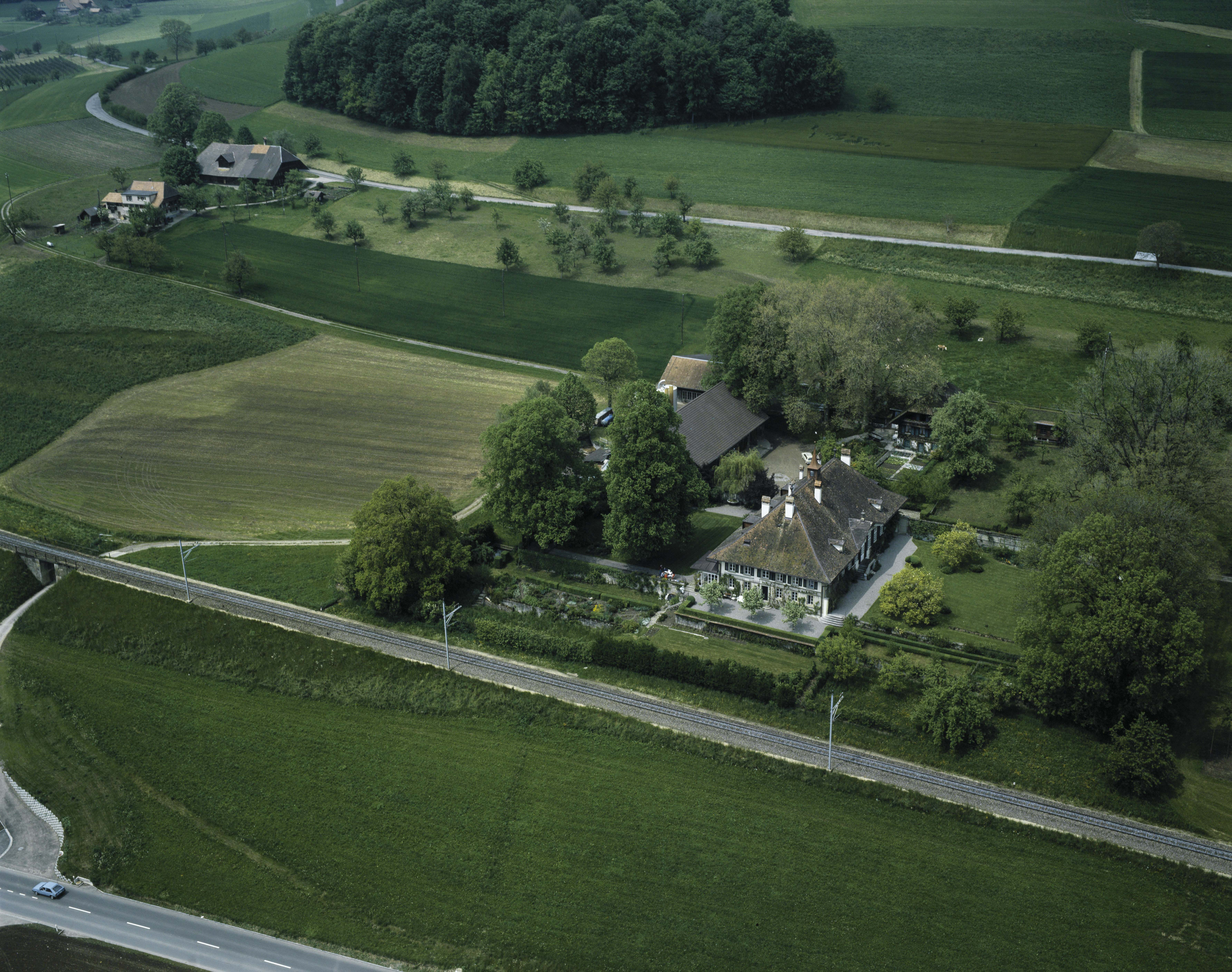
Luftaufnahme von Schloss Ursellen, 1983

Das Schloss Ursellen steht von der Bahnlinie getrennt an der Strasse von Münsingen nach Konolfingen. Das Schloss ist von altem Baumbestand und einem Gartenparterre an der Ostfassade umgeben. Westlich am Schlosshof schliesst sich die 1840 erbaute Schlossscheune an. Unter dem geknickten Vollwalmdach mit aufgesetztem Dachreiter ist das zweigeschossige Gebäude auf sieben Achsen eingeteilt. In der Mitte der Gartenfront führt eine doppelläufige Freitreppe unter einem Dreieckgiebel durch das Barockportal in die Repräsentationsräume des Schlosses. Eine einfachere Freitreppe besteht analog an der westlichen Hofseite. Das Innere des Schlosses wurde durch den jetzigen Besitzer unter Beizug und Beratung der Denkmalpflege mit zugekauften Bildern und Mobiliar aus der Entstehungszeit des Schlosses ausgestattet. Nach Jürg Schweizer, dem damaligen Leiter der Denkmalpflege, sei der ländliche Herrschaftssitz mit den Wohnräumen im Hochparterre einer der wichtigsten Bauten dieses Typs im Kanton Bern. Neuartig war auch die sogenannte Enfilade, womit die Räume direkt verbunden wurden, der Korridor wurde vor allem von den Bediensteten benutzt.
Das Schloss Ursellen wurde mehrfach in der Literatur zum Ort des Geschehens. Auf Hans Frölicher, dem Schweizer Gesandten in Berlin, bezieht sich Thomas Hürlimanns «Der Gesandte». Der Roman «Grünsee» des Schriftstellers Christoph Geiser spielt zum Teil hier und der Berner Mundartschriftsteller Rudolf von Tavel beschreibt in dem Buch «Der Frondeur» das Schlössli Turnälle und damit liebevoll das Schloss Ursellen, wo er während eines Aufenthalts das Buch verfasst hat.

## Belletristik
- Rudolf von Tavel: Der Frondeur. Francke, Bern 1967, S. 30–31.